# Braheme Days
Braheme Days (ur. 18 stycznia 1995) – amerykański lekkoatleta specjalizujący się w pchnięciu kulą. 
W 2011 zdobył brązowy medal mistrzostw świata juniorów młodszych, a trzy lata później stanął na najniższym stopniu podium juniorskich mistrzostw świata w Eugene. 
Rekordy życiowe: stadion – 20,21 (23 kwietnia 2016, La Jolla); hala – 19,45 (27 lutego 2016, Seattle). 

## Osiągnięcia
| Rok  | Impreza                               | Miejsce         | Pozycja     | Wynik |
| ---- | ------------------------------------- | --------------- | ----------- | ----- |
| 2011 | Mistrzostwa świata juniorów młodszych | Lille Metropole | 3. miejsce  | 20,14 |
| 2014 | Mistrzostwa świata juniorów           | Eugene          | 3. miejsce  | 20,01 |
| 2015 | Uniwersjada                           | Gwangju         | 10. miejsce | 18,40 |
| 2016 | Młodzieżowe mistrzostwa NACAC         | San Salvador    | 1. miejsce  | 19,36 |